# Chlorospin ombré
Espèce
Statut de conservation UICN

 LC3.1 : Préoccupation mineure
Le Chlorospin ombré (Chlorospingus semifuscus), anciennement appelé Tangara ombré, est une espèce de passereaux appartenant à la famille des Passerellidae.

## Répartition
Cet oiseau est endémique de la cordillère Occidentale de Colombie et d'Équateur.

## Habitat
Il vit dans les forêts humides subtropicales ou tropicales d'altitude.